# Nick Foles

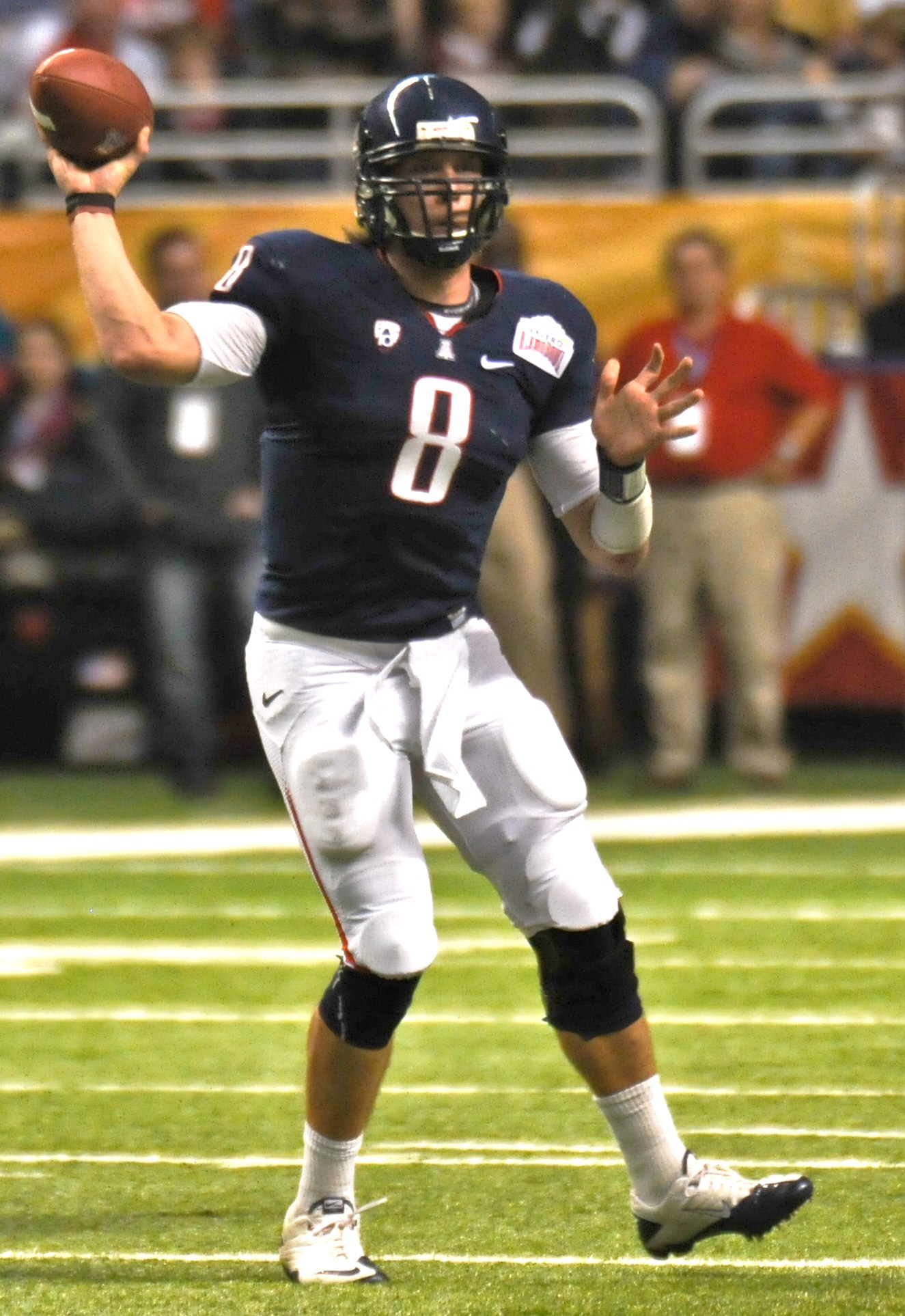
Foles durante o Alamo Bowl de 2010

Nicholas Edward Foles conhecido como Nick Foles (Austin, Texas, 20 de janeiro de 1989) é um jogador aposentado de futebol americano que atuava na posição de quarterback na NFL. Ele jogou futebol americano universitário no Arizona e foi convocado pelo Philadelphia Eagles na terceira rodada do NFL Draft de 2012. Também jogou pelo St. Louis Rams e pelo Kansas City Chiefs.
Foles jogou seu primeiro jogo com o Philadelphia Eagles na semana 10 da temporada de 2012, depois de Michael Vick sofrer uma lesão. Foles fez seu primeiro jogo como titular na semana seguinte. Na semana 9 da temporada de 2013, ele lançou para sete touchdowns em um único jogo.
Após passagens pelo Rams e pelo Chiefs, Foles retornou ao Eagles em 2017. Depois de Carson Wentz se machucar no final da temporada regular, Foles levou o Eagles à terceira aparição no Super Bowl da franquia. Lá, eles derrotaram o New England Patriots no Super Bowl LII. O jogador foi eleito como o MVP da partida.

## Começo da carreira
Foles nasceu e cresceu em Austin, Texas, e é filho de Larry e Melissa Foles. Ela graduou-se em 2007 pela Westlake High School.
Em dois anos Foles jogou para 5.658 jardas e lançou para 56 touchdowns, quebrando a maioria dos registros escolares anteriormente detidos por Drew Brees; ele jogou contra Brees e o New Orleans Saints durante os playoffs de 2013-14 da NFL.
Foles também se destacou no basquete, onde jogou por três anos. Por duas vezes recebeu honras de MVP da equipe e foi recrutado por Georgetown, Baylor e Texas. Ele também jogou futebol americano na escola secundária com Justin Tucker, kicker para os Baltimore Ravens e Kyle Adams, que atuou no Tampa Bay Buccaneers e Chicago Bears.
Foles originalmente esteve comprometidos com o o Arizona State, mas depois decidiu participar do Michigan State Spartans football. Ele finalmente se transferiu para a Universidade do Arizona.

## Carreira na faculdade
Foles jogou na Michigan State por um ano. Ele apareceu em um jogo contra om Alabama-Birmingham, onde completou 5 de 8 passes e lançou para 57 jardas. Em seguida Foles foi transferido para Arizona e jogou a temporada 2008 como calouro.
Depois que o quarterback Willie Tuitama se formou, Foles competiu como sucessor de Matt Scott, que obteve aprovação após a prática da primavera, pois os treinadores acreditavam que ele poderia correr de forma eficaz, além de passar. Apesar das vitórias contra o Central Michigan e o Northern Arizona, Scott sofreu contra o Iowa e na semana seguinte viu Foles ganhar força para substituí-lo. Em Corvallis, Foles levou o Wildcats a uma vitória contra o Oregon State. Ele iniciou como titular no resto da temporada, completando 260 de 409 tentativas de passe, lançando 2.486 jardas, com 19 touchdowns e nove interceptações.
Em 2010 Foles foi um titular inquestionável. Ele levou o Wildcats a um início de 7 vitórias e apenas uma derrota, incluindo uma vitória contra Iowa que foi televisionada em nível nacional. Foles liderou a equipe e terminou com um passe de touchdown para o Bug Wright. Uma lesão no joelho durante o jogo contra o Washington State o afastou por dois jogos, mas Foles finalizou o ano com 3.191 jardas, 20 touchdowns e 10 interceptações.
Durante a temporada de 2011, Foles completou 387 de 560 passes e lançou 4.334 jardas e 28 touchdowns. Ele classificou-se em primeiro lugar na Conferência Pac-12 e em quinto entre todos os jogadores FBS da Divisão I da NCAA com uma média de 352,58 jardas ofensivas por jogo. Ele também ficou em segundo lugar no Pac-12 e em 20º entre todos os jogadores do FBS.
Foles graduou-se da Universidade do Arizona com um diploma em comunicação.

### Estatísticas
| Estatísticas na NCAA |                 |                 |                 |                 |                 |                 |                 |                     |                     |                     |                     |
| Michigan State       |                 |                 |                 |                 |                 |                 |                 |                     |                     |                     |                     |
| Temporada            | Passando a bola | Passando a bola | Passando a bola | Passando a bola | Passando a bola | Passando a bola | Passando a bola | Correndo com a bola | Correndo com a bola | Correndo com a bola | Correndo com a bola |
| Temporada            | Comp            | Ten             | Jardas          | Pct%            | TD              | Int             | QB Rating       | Ten                 | Jardas              | Média               | TD                  |
| 2007                 | 5               | 8               | 57              | 62.5            | 0               | 0               | 122.4           | 0                   | 0                   | 0.0                 | 0                   |
| Arizona Wildcats     |                 |                 |                 |                 |                 |                 |                 |                     |                     |                     |                     |
| Temporada            | Passando a bola | Passando a bola | Passando a bola | Passando a bola | Passando a bola | Passando a bola | Passando a bola | Correndo com a bola | Correndo com a bola | Correndo com a bola | Correndo com a bola |
| Temporada            | Comp            | Ten             | Jardas          | Pct%            | TD              | Int             | QB Rating       | Ten                 | Jardas              | Média               | TD                  |
| 2009                 | 260             | 410             | 2.486           | 63.4            | 19              | 9               | 125.2           | 28                  | -74                 | -2.6                | 3                   |
| 2010                 | 286             | 426             | 3.191           | 67.1            | 20              | 10              | 140.9           | 35                  | -113                | -3.2                | 1                   |
| 2011                 | 387             | 560             | 4.334           | 69.1            | 28              | 14              | 145.6           | 43                  | -103                | -2.4                | 0                   |
| Carreira             | 938             | 1.404           | 10.068          | 66.8            | 67              | 33              | 138.1           | 106                 | -290                | -2.7                | 4                   |

## Carreira profissional

### Philadelphia Eagles

#### Temporada de 2012

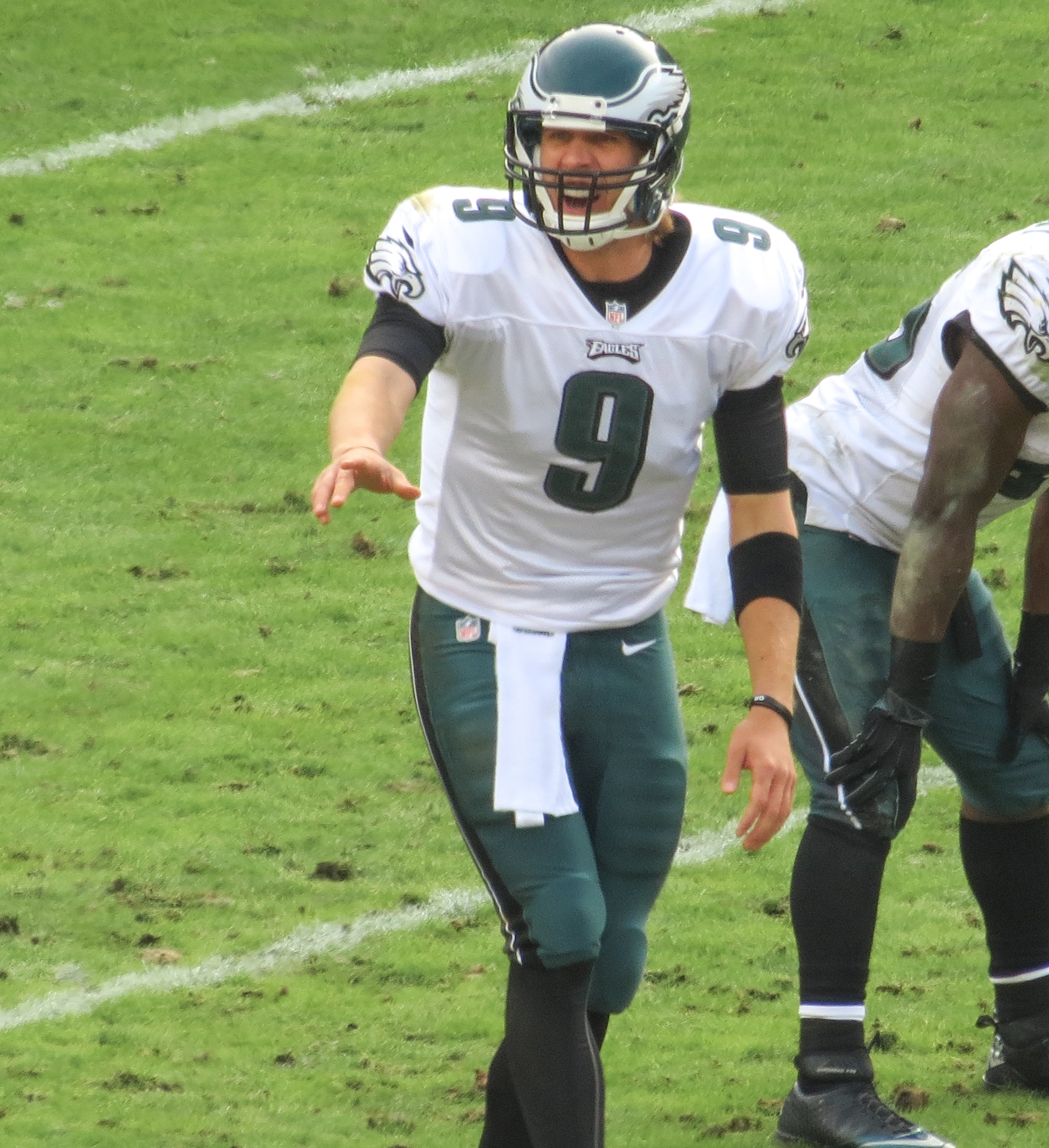
Foles em 2012

Foles foi selecionado pelo Philadelphia Eagles na terceira rodada do Draft de 2012 da NFL, sendo a 88ª escolha no geral. Ele assinou um contrato de quatro anos com a equipe em 21 de maio de 2012. Apesar da especulação de que a Foles iniciaria o jogo contra o New Orleans Saints em 5 de novembro (semana 9), o treinador de Eagles Andy Reid afirmou que Vick iria começar esse jogo. Na semana seguinte contra o rival da divisão Dallas Cowboys, depois que Vick deixou o jogo no segundo quarto com sintomas de concussão, Foles fez sua estreia na NFL. Foles jogou seu primeiro passe de touchdown da carreira para o receptor Jeremy Maclin, lançando 44 jardas e terminando o jogo com 22 passes completos de 32 tentativas, em um total de 219 jardas, um touchdown e uma intercepção. Com a equipe de Filadélfia atrás no placar por 31-23 no último minuto, Foles perdeu a bola em um sack e Jason Hatcher, dos Cowboys, recuperou a bola para marcar um touchdown. Vick foi descartado do jogo seguinte contra os Washington Redskins na Semana 11, e Foles fez seu primeiro jogo como titular da carreira. O Eagles perdeu para o Redskins por 31-6, e Foles fez 21 passes de 47 tentativas, com 204 jardas, sem touchdowns e com duas interceptações.
Em 3 de dezembro de 2012 o treinador de Eagles Andy Reid anunciou que Foles seria titular pelo resto do ano, independentemente de quando Michael Vick voltaria de uma concussão. No jogo seguinte da Semana 14 em 9 de dezembro, Foles conseguiu sua primeira vitória como titular no triunfo do Eagles por 23-21 sobre o Tampa Bay Buccaneers. Com dois segundos restantes no relógio e sua equipe perdendo por 21-16 no campo de ataque, Foles jogou um passe de 1 jarda para Jeremy Maclin para anotar o touchdown da vitória com o tempo de jogo expirado. Foles completou 32 de 51 passes e lançou para 381 jardas com dois touchdowns - sendo ambos conseguidos nos últimos quatro minutos. Ele também correu 27 jardas e anotou um touchdown correndo. Em 23 de dezembro, Foles quebrou a mão contra o Redskins e foi substituído por Vick no final da temporada contra o New York Giants. Em 26 de dezembro, Foles foi colocado na lista de reservas contundidos.

#### Temporada de 2013: Pro Bowl
Entrando no campo de treino, o novo treinador, Chip Kelly, anunciou que a Foles competiria com Vick e o novato recém chegado, Matt Barkley, para a vaga de quarterback titular do Eagles na temporada 2013.[carece de fontes?] No início da pré-temporada, ficou claro que a disputa era uma batalha apenas entre Foles e Vick.[carece de fontes?] Foles teve um aproveitamento pior do que o de Vick na pré-temproada. Em 20 de agosto, foi anunciado que Vick seria o titular da temporada e Foles seria o reserva imediato.
Foles teve sua primeira atuação durante uma derrota na Semana 4 contra Denver Broncos. Ele completou 3 das 4 tentativas de passes para um total de 49 jardas e um touchdown, sem intercepções.
Em 6 de outubro, Foles entrou no jogo contra os New York Giants no segundo quarto, depois que Vick sofreu uma lesão no tendão. Foles completou 16 de 25 passes e lançou para 197 jardas com 2 touchdowns, levando o Eagles a uma vitória de 36-21.  Mais tarde na mesma semana, foi anunciado que Foles seria titular na semana 6 contra o Tampa Bay Buccaneers, depois que Vick foi descartado por sua lesão. Assim, no jogo do dia 13 de outubro, Foles teve um dos melhores jogos de sua carreira como titular, completando 22 de 31 passes para 296 jardas e 4 touchdowns totais (3 com passes e 1 correndo) em uma vitória por 31-20 sobre o Buccaneers, sendo este um desempenho que lhe valeu o prêmio de NFC Offensive Player of the Week.
Em 15 de outubro, Vick anunciou que precisava de mais uma semana de reabilitação antes que ele pudesse jogar novamente, fazendo de Foles o titular novamente na partida da Semana 7 contra o Dallas Cowboys. No entanto, contra o Cowboys, Foles completou apenas 11 de 29 passes para um total de 80 jardas, sem touchdowns. Nesse mesmo jogo, Foles foi substituído no último quarto depois de sofrer uma lesão na cabeça, abrindo lugar para o novato Matt Barkley. Barkley também não teve um bom desempenho, sofrendo 3 interceptações. O Eagles acabaram perdendo por 17-3 para o Cowboys, passando para 3 vitórias e 4 derrotas na temporada. No dia seguinte, Foles foi diagnosticado com uma concussão e descartou qualquer participação na Semana 8 por motivos médicos.
O retorno de Foles raconteceu na Semana 9 contra o Oakland Raiders. Neste jogo ele lançou para sete touchdowns, alcançado um recorde de seis outros quarterbacks. Foles é um dos três quarterbacks que lamçaram para sete touchdowns com zero intercepções no mesmo jogo; Ele também conseguiu mais passes de touchdown completos do que incompletos. Foles recebeu seu segundo prêmio NFC Offensive Player of the Week da temporada por sua performance contra o Raiders.
Na semana 10 da temporada regular, Foles jogou seu sexto jogo da temporada contra o Green Bay Packers. O Eagles havia perdido para o Packers nas últimas três ocasiões em que as equipes se encontraram (incluindo um jogo de pós temporada). Foles completou 12 de 18 passes e lançou um total de 228 jardas, com 3 touchdowns e sem intercepções. O Eagles ganhou o jogo por 27-13 e alcançou um aproveitamento de 50% na classificação da temporada.

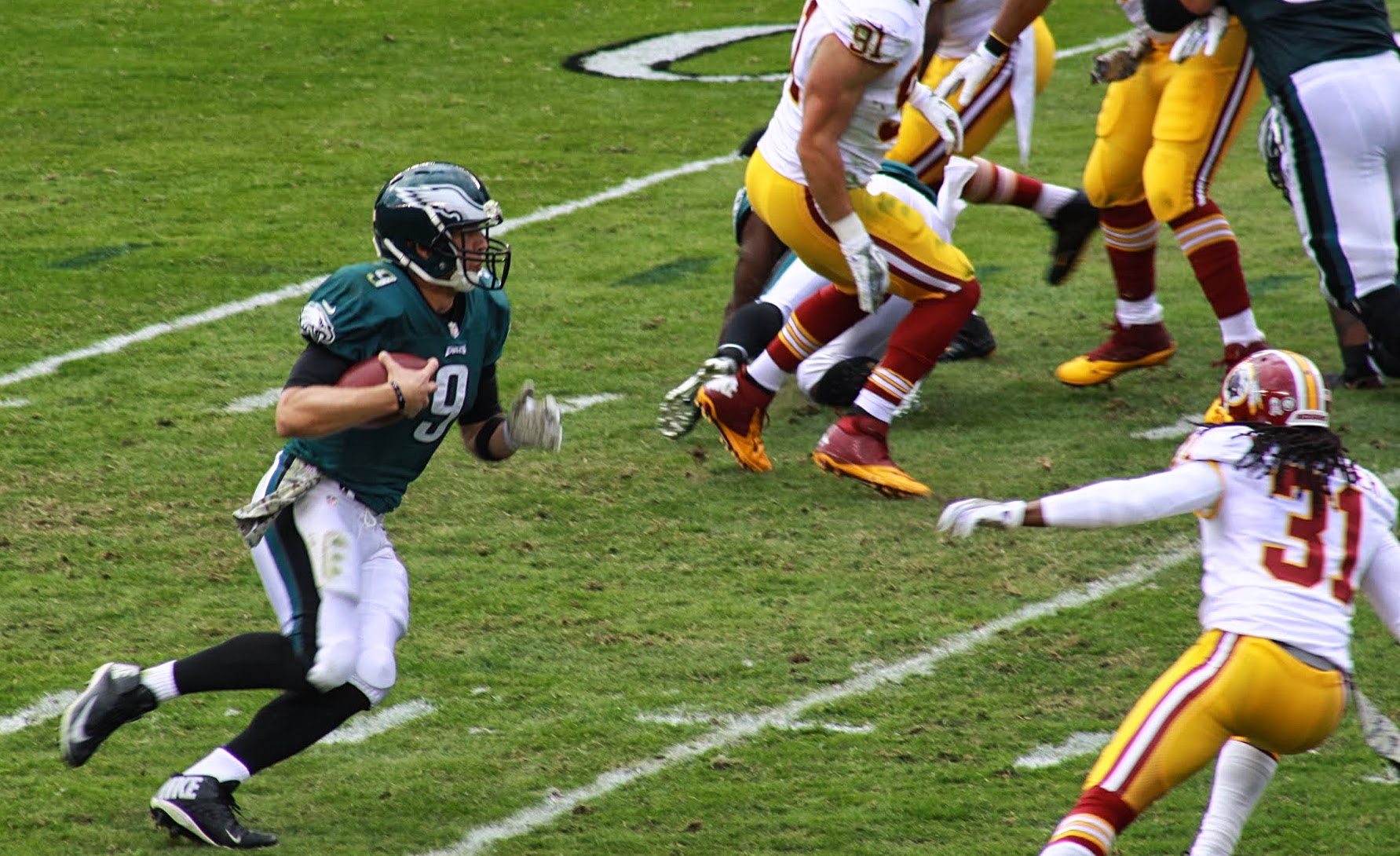
Nick Foles durante a vitória contra o Redskins.

Foles continuou como o quarterback titular na semana 11 da temporada regular contra o Washington Redskins em casa. Pela sexta vez nesta temporada ele teve um excelente desempenho ao completar 17 de suas 26 tentativas de passes, alcançando 298 jardas sem touchdowns e sem intercepções. Foles colocou o Eagles em uma vantagem de 24-0 no final do terceiro quarto, antes que a reação do Redskins evitasse a derrota por 24-16. A vitória colocou o Eagles na primeira posição da Divisão. O Eagles não ganhavam no Lincoln Financial Field desde a derrota para o New York Giants em 30 de setembro de 2012; terminando uma série de 10 derrotas consecutivas em casa. Em 27 de novembro, Foles foi nomeado como melhor o jogador NFC do mês de novembro.
O Eagles não teve um jogo programado para a semana 12 da temporada regular. O time voltou à ação no domingo, 1 de dezembro, para um jogo em casa contra o Arizona Cardinals. Após os resultados, o Eagles estava em 2º lugar na classificação divisional trás do Dallas Cowboys. Foles foi nomeado como o quarterback titular para o resto da temporada, uma decisão que Vick (que começou o ano como o quarterback número um) concordou totalmente.
Pela sétima vez nesta temporada Foles teve desempenho acima da média ao completar 21 de 34 tentativas de passes para um total de 237 jardas, com 3 touchdowns e 0 interceptações. Ele também correu para 22 jardas em 9 tentativas. Foles conseguiu estabeleceu um recorde da equipe de maior número de passes sem sofrer intercepção (233), quebrando a marca de Michael Vick que havia conseguido 224 em 2010. Ele também conseguiu a marca de 20 passes para touchdown seguidos sem interceptações que era de Peyton Manning, antes de lançar uma interceptação em um jogo de nevasca na Filadélfia contra o Detroit Lions, no qual o Eagles venceu por 34-20. A vitória levou o Eagles a superar o Dallas e recuperar o primeiro lugar na classificação da Divisão. Uma semana depois, em Minnesota, a série de cinco vitórias da equipe foi quebrada. No entanto, Foles novamente teve outro jogo impressionante na avaliação de passadores com mais três touchdowns e apenas a sua segunda interceptação da temporada. Na semana seguinte, venceram o Chicago Bears por 54-11, com Foles alcançando um conclusão de 84% de seus passes. Foles ajudou a liderar o Eagles na conquista do seu primeiro título de divisão da NFC East em três anos batendo o Cowboys no final da temporada regular. Foles teve seu nono jogo com uma excelente classificação de passadores.
Foles terminou a temporada regular de 2013 com 27 passes de touchdown e apenas 2 intercepções, ultrapassando a marca de Tom Brady na temporada de 2010 que foi de 36/4, sendo a melhor relação TD-INT na história da NFL. Foles também alcançou a terceira melhor classificação de passadores na história da NFL, ficando atrás apenas de Aaron Rodgers e Peyton Manning.  Foles liderou o Eagles para uma classificação aos playoffs, o primeiro desde 2010. No primeiro jogo em casa contra o New Orleans Saints o time desperdiçou um field goal nos últimos minutos e sofreu uma derrota por 26-24. Foles jogou para 195 jardas, com dois touchdowns e sem interceptações..
Foles recebeu o prêmio de "NFL Greatness on the Road" por seu desempenho no jogo contra o Oakland Raiders fora de casa em 2013. Ele também foi escolhido para jogar no Pro Bowl como quarterback reserva. Apesar de perder o jogo, Foles acertou 7 de 10 passes com 89 jardas e um touchdown. Foles ganhou o prêmio Pro Bowl Offensive MVP.

#### Temporada de 2014
Foles e o Eagles iniciaram a temporada de 2014 jogando em casa na Semana 1 contra o Jacksonville Jaguars. Foles começou o jogo mal, perdendo duas posses de bola e sofrendo uma interceptação no primeiro quarto. Foles só perdeu 2 fumbles e sofreu 2 interceptações durante toda a temporada 2013. A defesa do Eagles também se mostrou fraca, enquanto sofriam 17-0 após o primeiro tempo. No entanto, houve uma reação no segundo tempo, com o time marcando 34 pontos sem resposta para vencer por 34-17. No geral, Foles completou 24 de 45 passes e lançou para 332 jardas com 2 touchdowns, juntamente com os 3 turnovers.
Foles jogou seu melhor jogo da temporada em uma vitória por 37-34 sobre o rival da divisão Washington Redskins. Foles terminou o jogo completando 66% de seus passes, lançando para 325 jardas com três touchdowns. Na semana 8, Foles fez um grande jogo contra o Arizona Cardinals, terminando com 411 jardas em passes e 2 TDs. Na semana seguinte, em um jogo contra o Houston Texans, Foles teve que abandonar a partida durante o primeiro quarto com uma clavícula quebrada, o que levou Foles a ser colocado na reserva, terminando a temporada de 2014 contundido. Mark Sanchez então terminou a temporada como o quarterback titular do Eagles.
Após uma relação 27-2 de TD-INT da liga, em 2013, Foles terminou a temporada de 2014 com 2.163 jardas em 8 jogos e uma relação TD-INT de 13-10. Ele também sofreu 4 fumbles, recuperando apenas um. No geral, todas as suas estatísticas foram superadas por Sanchez, incluindo turnovers. No lado positivo, ele estava no ritmo para ter mais de 4.000 jardas em passes e levou a equipe a um início de 6 vitórias e 2 derrotas no início da temporada, alcançando na ocasião o primeiro lugar no NFC East e segundo lugar na NFC.

### St. Louis Rams

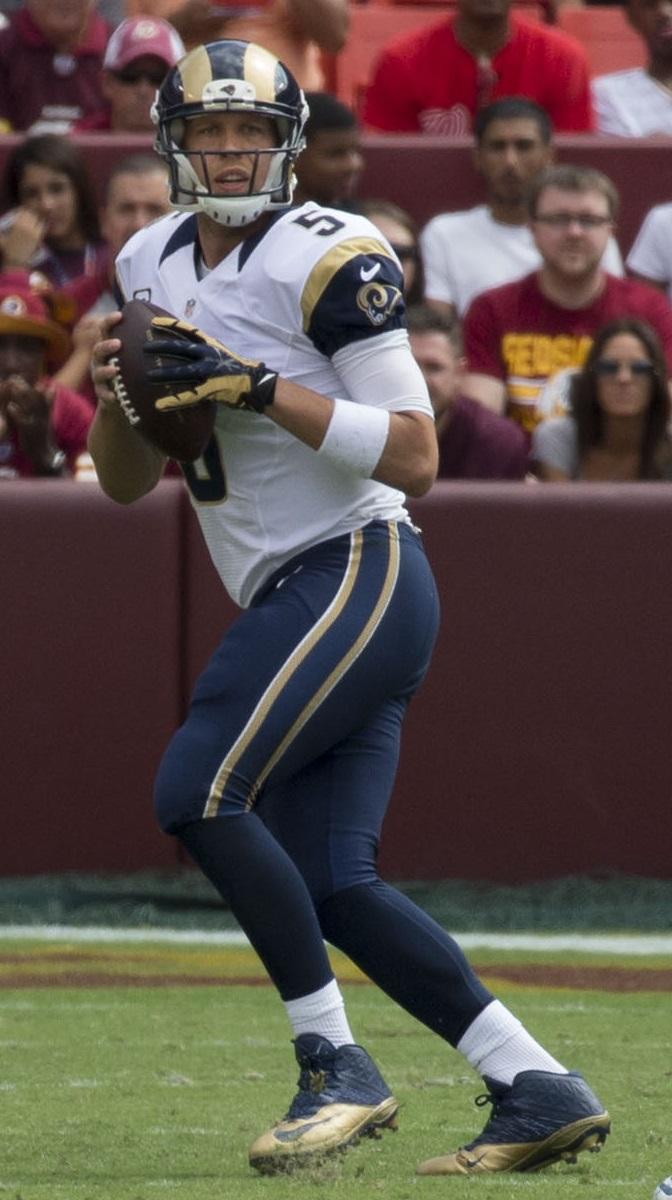
Foles jogando pelo Rams em 2015

Em 10 de março de 2015, o Eagles negociaram Foles, uma seleção da quarta rodada do draft de 2015 e uma seleção de segunda rodada do draft de 2016 com o St. Louis Rams em troca de Sam Bradford e uma seleção da quinta rodada do draft de 2015. Foles assinou um contrato de dois anos no valor de US$ 24,5 milhões com os Rams em 7 de agosto de 2015. O primeiro jogo de Foles com a nova equipe veio contra o rival da divisão Seattle Seahawks, que teve a melhor defesa em 2013 e 2014. Foles acertou 18 de 27 passes e alcançou 297 jardas aéreas no jogo, e seu touchdown único foi nos últimos 53 segundos da partida, forçando uma prorrogação. Ele também correu para 11 jardas e 1 touchdown, que colocou o Rams na liderança do placar no meio do segundo quarto. Na prorrogação, Foles jogou um passe de 22 jardas para o wide receiver Stedman Bailey, que resultou em um field goal ao Rams, garantindo a vitória.
Após a vitória dramática, Foles lutou contra o seu antigo rival de divisão, o Washington Redskins. Embora não tenha perdido a posse bola em nenhuma ocasião do jogo, ele acabou completando apenas 17 passes de 32, lançando 150 jardas e com um touchdown solitário, perdendo o jogo por 24-10. A precisão de Foles melhorou na semana seguinte, indo para 19-28 com 197 jardas, mas ele não jogou nenhum touchdowns e sofreu sua primeira intercepção como um Ram contra o Pittsburgh Steelers, o Rams então sofreu sua segunda derrota. Após as duas derrotas, Foles se recuperou, indo para 16-24 com 3 touchdowns contra o Arizona Cardinals que estava invicto na temporada. Após esse jogo, os problemas de Foles com os turnovers de 2014 voltaram, pois ele completou apenas 11 passes de 30, com 141 jardas, 1 touchdown e 4 interceptações (maior número de interceptações em um mesmo jogo da carreira) contra o Green Bay Packers. Em 16 de novembro, Foles foi substituído por Case Keenum. Ele só voltou a ser titular duas semanas depois, quando Keenum sofreu uma concussão, mas suas atuações pioraram. Em uma derrota contra o Cincinnati Bengals, ele fez 30-46 com 228 jardas e 3 interceptações, em seguida anotou 15-35 com 146 jardas e uma intercepção na derrota por 27-3 para Arizona Cardinals. Foles retornou ao bando de reservas depois que Keenum se recuperou de sua concussão.
O Los Angeles Rams recrutou o quarterback Jared Goff como a primeira escolha geral no draft da NFL de 2016. Foles solicitou um desligamento da equipe e foi atendido em 27 de julho de 2016.

### Kansas City Chiefs
Foles assinou com o Kansas City Chiefs em 3 de agosto de 2016. Foi um acordo de um ano no valor de US$ 1,75 milhão e incluiu uma opção de segundo ano para 2017, com o valor entre US$ 6,75 milhões a US$ 16 milhões, dependendo de seu desempenho durante a temporada de 2016. Na semana 8, contra o Indianapolis Colts, após Alex Smith ter deixado o jogo com uma concussão, Foles assumiu a posição e terminou com 16 de 22 passes completos e com 223 jardas e dois touchdowns. O Chiefs anunciaram que Foles seria titular na Semana 9 contra o Jacksonville Jaguars, enquanto Smith ainda estava se recuperando de uma lesão. Foles ganhou o jogo e terminou com 20 de 33 passes, lançando 187 jardas com um touchdown. No dia seguinte, foi anunciado que Smith voltaria ser titular na semana 10.
Em 9 de março de 2017, o Chiefs recusaram a opção de segundo ano em seu contrato, tornando Foles um agente livre.

### Philadelphia Eagles (segunda passagem)

#### Temporada de 2017: MVP do Super Bowl

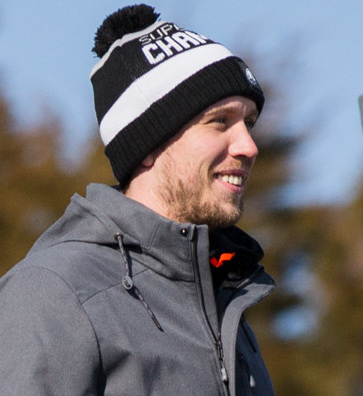
Foles durante comemoração de campeão do Super Bowl LII

Em 13 de março de 2017, Foles assinou um contrato de dois anos para retornar ao Philadelphia Eagles com a função de ajudar o quarterback titular Carson Wentz. Durante a Semana 14 contra os Los Angeles Rams, Foles substituiu Wentz, que deixou o jogo devido à uma lesão. Foles completou 6 de 10 passes e lançou 42 jardas, assim o Eagles venceu a partida por 43-35, conquistando seu título de divisão que não vencia desde 2013. Em 11 de dezembro de 2017, o treinador Doug Pederson anunciou que Foles seria o titular depois que Wentz foi descartado para o restante da temporada. Começando seu primeiro jogo da temporada na semana 15, Foles lançou para 237 jardas e 4 touchdowns em uma vitória de 34-29 sobre o New York Giants.
Em 13 de janeiro de 2018, o Eagles derrotou o Atlanta Falcons por 15-10, no jogo de playoffs da NFC Divisional, com Foles completando 23 de 30 passes para 246 jardas. Esta foi a primeira vitória dos Eagles em pós-temporada das últimas nove temporadas. Em 21 de janeiro de 2018, os Eagles derrotaram o Minnesota Vikings, por 38-7, no NFC Championship Game. Os Vikings eram favoritos por terem a defesa mais bem sucedida da liga na temporada.
No Super Bowl LII, Foles pegou um passe de touchdown lançado por Trey Burton, tornando-se o primeiro jogador a pegar um passe de touchdown em um Super Bowl, sendo também o terceiro quarterback que recebeu um passe em um Super Bowl, depois de John Elway no Super Bowl XXII e Jim Kelly no Super Bowl XXVI. O Eagles derrotou o New England Patriots por 41-33 e conquistou seu primeiro título de Super Bowl de sua história. Foles completou 28 de 43 passes e lançou para 373 jardas, passou para 3 touchdowns e sofreu uma intercepção. O jogador foi eleito como o MVP da partida.

#### Temporada de 2018
Em 20 de abril de 2018, Foles e os Eagles concordaram em um novo contrato revisado que conteria um bônus de US$ 2 milhões em incentivos se ele se tornasse o quarterback inicial e uma opção mútua de 2019.
Em 3 de setembro de 2018, Foles foi nomeado titular para a abertura da temporada contra o Atlanta Falcons, já que Carson Wentz ainda não tinha condições de jogo. Foles ajudou a levar o Eagles a uma vitória e uma derrota em dois jogos, com um touchdown e uma interceptação, antes de Wentz ser anunciado como o titular da 3ª semana.
Em 12 de dezembro de 2018, foi anunciado que Carson Wentz provavelmente ficaria de fora devido a uma lesão nas costas no jogo da semana 15 contra o Los Angeles Rams, dando assim a Foles seu terceiro início de jogo como titular na temporada. Foles acabou começando como esperado e lançou 277 jardas com 24 passes completos em 31 tentativas com uma interceptação em uma vitória por 30-23. Na semana 16, Foles começou contra o Houston Texans, onde lançou 471 jardas com 35 passes completos em 49 tentativas de passe e 4 touchdowns com uma interceptação em uma vitória por 32-30, ganhando o prêmio de NFC Offensive Player of the Week. As 471 jardas quebraram o recorde de Donovan McNabb de maior quantidade de jardas lançadas por um quarterback do Eagles em um único jogo.
Em 30 de dezembro, em uma disputa da semana 17 contra o Washington Redskins, Foles empatou o recorde da NFL para passes completos consecutivos que era de 25. Com a vitória sobre o Washington combinada com uma derrota do Minnesota Vikings para o Chicago Bears, o Eagles se classificou novamente aos playoffs. Em seu confronto no Wild Card contra o Bears, realizado no Soldier Field, Foles liderou o Eagles em um touchdown vitorioso que culminou com seu passe para Golden Tate em uma quarta descida com um ponto extra quando restavam 56 segundos de jogo. O Eagles venceu por 16 a 15 e avançou para jogar contra o New Orleans Saints na rodada seguinte. Contra o Santos, Foles sofreu uma interceptação de Marshon Lattimore em um potencial jogo vitorioso em que o Eagles vencia por 14 a 0 no primeiro quarto, mas que acabou perdendo de virada por 20 a 14.
Em 5 de fevereiro de 2019, os Eagles anunciaram que escolheriam a opção de US$ 20 milhões no contrato da Foles. No mesmo dia, no entanto, Foles informou aos Eagles que ele exerceria sua opção de pagar aos Eagles US$ 2 milhões para anular sua opção, tornando-se um agente livre.

### Jacksonville Jaguars

#### Temporada de 2019
Em 13 de março de 2019, Foles assinou um contrato de quatro anos no valor de US$ 88 milhões com o Jacksonville Jaguars.
Na semana 1 da temporada de 2019, Foles começou o jogo como titular contra o Kansas City Chiefs, completando 5 de 8 passes e lançando para 75 jardas com um touchdown, mas sofreu uma lesão no ombro no primeiro quarto e foi substituído pelo resto do jogo. Mais tarde foi revelado que Foles havia quebrado a clavícula esquerda e foi submetido a uma cirurgia no dia seguinte.
Ele saiu da lista dos lesionados em 23 de outubro de 2019 e começou a treinar novamente com a equipe. Em 5 de novembro, Foles estava recuperado e foi nomeado o quarterback substituindo o novato Gardner Minshew. Foles retornou de lesão na semana 11 contra o Indianapolis Colts. No jogo, Foles jogou para 296 jardas, com dois touchdowns e uma interceptação na derrota de 33–13. Na semana 13, contra o Tampa Bay Buccaneers, Foles completou 7 de 14 passes com apenas 93 jardas, uma interceptação e nenhum touchdown (e também perdeu 2 fumbles) antes de ser substituído por Minshew, depois que os Jaguars perdiam por 25 a 0 no intervalo. Sem Foles, o Jaguars perdeu o jogo por 28-11. Dias após o jogo, o técnico Doug Marrone anunciou que Foles seria substituído e Minshew retomaria ao cargo de titular. Foles terminou a temporada de 2019 com apenas quatro partidas, jogando para três touchdowns e duas interceptações.

### Chicago Bears

#### Temporada de 2020
Foles foi negociado com o Chicago Bears em troca de uma escolha compensatória do Draft da NFL 2020 na quarta rodada em 31 de março de 2020. Ele competiu com Mitchell Trubisky pela posição de quarterback titular durante o Training Camp, onde acabou se tornando o reserva.
Depois de não entrar em ação nos dois primeiros jogos da temporada de 2020, Foles substituiu Trubisky no terceiro quarto contra o Atlanta Falcons, enquanto o Bears perdia por 16 pontos. Foles completou 16 de 29 passes e arremessou para 188 jardas, três touchdowns e uma interceptação enquanto liderava uma vitória de virada por 30-26. Um dia após a vitória, Foles foi oficialmente nomeado titular. Na semana 5 contra o Tampa Bay Buccaneers no Thursday Night Football, Foles arremessou para 243 jardas, um touchdown e uma interceptação durante a vitória de 20-19. Essa foi a primeira vitória de Foles como titular do Bears. Na semana 9 contra o Tennessee Titans, Foles arremessou para 335 jardas e dois touchdowns durante a derrota por 24-17.
Na semana 10 contra o Minnesota Vikings no Monday Night Football, Foles arremessou para 106 jardas e uma interceptação antes de sofrer uma lesão no quadril que o obrigou a ser levado para fora do campo depois de ser jogado no gramado no final do quarto período. Ele foi substituído por seu reserva Tyler Bray com 34 segundos restantes durante a derrota de 19-13. Com Foles se recuperando de sua lesão, Trubisky voltou à posição inicial para o jogo seguinte contra o Green Bay Packers. Foles não jogou até a Semana 16 em Jacksonville, quando ele voltou no último quarto; ele quase perdeu a bola e sua única tentativa de passe foi incompleta na vitória contra seu ex-time por 41-17.

### Indianapolis Colts
Foles assinou um contrato de dois anos com o Indianapolis Colts em 23 de maio de 2022. Ele foi dispensado no ano seguinte.

## Estatísticas
| Legenda | Legenda                  |
| ------- | ------------------------ |
|         | Super Bowl MVP           |
|         | Venceu Super Bowl        |
|         | Recorde da NFL           |
|         | Liderou a liga           |
| Negrito | Melhor marca da carreira |

### Temporada regular
| Ano      | Time     | Jogos | Jogos   | Jogos | Passando | Passando | Passando | Passando | Passando | Passando | Passando | Passando | Passando | Correndo | Correndo | Correndo | Correndo | Correndo | Sacks | Sacks | Fumbles | Fumbles  |
| Ano      | Time     | Jogos | Titular | V-D   | Cmp      | Ten      | Pct      | Jardas   | Média    | Lng      | TD       | Int      | Rtg      | Ten      | Jardas   | Média    | Lng      | TD       | Sck   | SckJ  | Fum     | Perdidos |
| -------- | -------- | ----- | ------- | ----- | -------- | -------- | -------- | -------- | -------- | -------- | -------- | -------- | -------- | -------- | -------- | -------- | -------- | -------- | ----- | ----- | ------- | -------- |
| 2012     | PHI      | 7     | 6       | 1–5   | 161      | 265      | 60,8%    | 1 699    | 6,4      | 46       | 6        | 5        | 79,1     | 11       | 42       | 3,8      | 14       | 1        | 20    | 131   | 8       | 3        |
| 2013     | PHI      | 13    | 10      | 8–2   | 203      | 317      | 64%      | 2 891    | 9,1      | 63       | 27       | 2        | 119,2    | 57       | 221      | 3,9      | 21       | 3        | 28    | 173   | 4       | 2        |
| 2014     | PHI      | 8     | 8       | 6–2   | 186      | 311      | 59,8%    | 2 163    | 7,0      | 68       | 13       | 10       | 81,4     | 16       | 68       | 4,3      | 14       | 0        | 9     | 74    | 4       | 3        |
| 2015     | STL      | 11    | 11      | 4–7   | 190      | 337      | 56,4%    | 2 052    | 6,1      | 68       | 7        | 10       | 69,0     | 17       | 20       | 1,2      | 10       | 1        | 14    | 98    | 5       | 2        |
| 2016     | KC       | 3     | 1       | 1–0   | 36       | 55       | 65,5%    | 410      | 7,5      | 49       | 3        | 0        | 105,9    | 4        | −4       | −1,0     | −1       | 0        | 4     | 34    | 0       | 0        |
| 2017     | PHI      | 7     | 3       | 2–1   | 57       | 101      | 56,4%    | 537      | 5,3      | 35       | 5        | 2        | 79,5     | 11       | 3        | 0,3      | 9        | 0        | 5     | 44    | 6       | 2        |
| 2018     | PHI      | 5     | 5       | 4–1   | 141      | 195      | 72,3%    | 1 413    | 7,2      | 83       | 7        | 4        | 96,0     | 9        | 17       | 1,9      | 4        | 0        | 9     | 47    | 4       | 2        |
| 2019     | JAX      | 4     | 4       | 0–4   | 77       | 117      | 65,8%    | 736      | 6,3      | 39       | 3        | 2        | 84,6     | 4        | 23       | 5,8      | 13       | 0        | 8     | 60    | 2       | 2        |
| 2020     | CHI      | 9     | 7       | 2–5   | 202      | 312      | 64,7%    | 1 852    | 5,9      | 50       | 10       | 8        | 80,8     | 16       | 1        | 0,1      | 7        | 1        | 18    | 145   | 2       | 0        |
| 2021     | CHI      | 1     | 1       | 1–0   | 24       | 35       | 68,6%    | 250      | 7,1      | 30       | 1        | 0        | 98,5     | 4        | 8        | 2,0      | 8        | 0        | 4     | 21    | 1       | 0        |
| 2022     | IND      | 3     | 2       | 0–2   | 25       | 42       | 59,5%    | 224      | 5,3      | 49       | 0        | 4        | 34,3     | 2        | 8        | 4,0      | 8        | 0        | 8     | 48    | 0       | 0        |
| Carreira | Carreira | 71    | 58      | 29–29 | 1 302    | 2 087    | 62,4%    | 14 227   | 6,8      | 83       | 82       | 47       | 86,2     | 151      | 407      | 2,7      | 21       | 6        | 127   | 875   | 36      | 16       |

### Pós temporada
| Ano      | Time     | Jogos     | Jogos     | Jogos     | Passando  | Passando  | Passando  | Passando  | Passando  | Passando  | Passando  | Passando  | Passando  | Correndo  | Correndo  | Correndo  | Correndo  | Correndo  | Sacks     | Sacks     | Fumbles   | Fumbles   |
| Ano      | Time     | Jogos     | Titular   | V-D       | Cmp       | Ten       | Pct       | Jardas    | Média     | Lng       | TD        | Int       | Rtg       | Ten       | Jardas    | Média     | Lng       | TD        | Sck       | SckJ      | Fum       | Perdidos  |
| -------- | -------- | --------- | --------- | --------- | --------- | --------- | --------- | --------- | --------- | --------- | --------- | --------- | --------- | --------- | --------- | --------- | --------- | --------- | --------- | --------- | --------- | --------- |
| 2013     | PHI      | 1         | 1         | 0–1       | 23        | 33        | 69,7%     | 195       | 5,9       | 40        | 2         | 0         | 105,0     | 1         | 3         | 3,0       | 3         | 0         | 2         | 19        | 0         | 0         |
| 2016     | KC       | Não jogou | Não jogou | Não jogou | Não jogou | Não jogou | Não jogou | Não jogou | Não jogou | Não jogou | Não jogou | Não jogou | Não jogou | Não jogou | Não jogou | Não jogou | Não jogou | Não jogou | Não jogou | Não jogou | Não jogou | Não jogou |
| 2017     | PHI      | 3         | 3         | 3–0       | 77        | 106       | 72,6%     | 971       | 9,2       | 55        | 6         | 1         | 115,7     | 5         | −2        | −0,4      | 1         | 0         | 2         | 14        | 2         | 0         |
| 2018     | PHI      | 2         | 2         | 1–1       | 43        | 71        | 60,6%     | 467       | 6,6       | 37        | 3         | 4         | 70,6      | 3         | −1        | −0,3      | 1         | 1         | 1         | 8         | 0         | 0         |
| 2020     | CHI      | Não jogou | Não jogou | Não jogou | Não jogou | Não jogou | Não jogou | Não jogou | Não jogou | Não jogou | Não jogou | Não jogou | Não jogou | Não jogou | Não jogou | Não jogou | Não jogou | Não jogou | Não jogou | Não jogou | Não jogou | Não jogou |
| Carreira | Carreira | 6         | 6         | 4–2       | 143       | 210       | 68,1%     | 1 633     | 7,8       | 55        | 11        | 5         | 98,8      | 9         | 0         | 0,0       | 3         | 1         | 5         | 41        | 2         | 0         |

## Vida pessoal
Foles é um cristão, tendo dito certa vez: "Eu sou cristão e acredito em Deus ... e quando você faz o bem, você fica humilde e lhe dá glória". Foles estudou pós-graduação on-line na Liberty University, conseguindo o mestrado em teologia.
Foles planejou se tornar um pastor após sua carreira de futebol, dizendo: "Eu quero ser um pastor em uma escola secundária, está no meu coração. Eu renovei minha fé no ano passado e me inscrevi para ter aulas no seminário. Eu queria continuar a aprender e desafiar a minha fé. É um desafio porque você está estudando documentos que são biblicamente corretos. Você quer impactar o coração das pessoas".
Ele se casou com Tori Moore, que é a irmã mais nova do ex-jogador da NFL, Evan Moore. Moore e Foles foram companheiros de equipe por um breve momento com os Eagles em 2012. O casal tem uma filha, Lily James, nascida em 2017.